# 鹿沼健介
鹿沼 健介（かぬま けんすけ、1973年10月22日 - ）は、NHKの元アナウンサーでプロデューサー。

## 人物
兵庫県西宮市生まれの、アメリカ・タイ・東京都育ち。調布市立第五中学校、早稲田大学高等学院を経て、早稲田大学法学部を卒業後、アナウンサーとして入局。
富山放送局へ異動後、今城和久の後任として、佐賀放送局時代に続いて放送部副部長を務め、2023年7月1日付でNHKラジオセンターに異動となりアナウンス室から離れ、制作業務に専念している。

## 現在の担当業務
- チーフプロデューサー業務

## 過去の担当番組
長野放送局時代（-2001年度）
- 長野県のニュース・中継・リポート
- ニュースアップ信州
- 夕べのひととき（司会）

福岡放送局時代（2002・2003年度）
- ゆうどき5福岡（2002年度）
- ゆうどきワイド福岡（2003年度）
- ふるさとの食にっぽんの食『明日に伝えたい味と夢』
- 福岡県・九州沖縄地方のニュース

京都放送局時代（2004年度-2007年度）
- ニュース610 京いちにち（2004 - 2007年度）
- 京都ニュース845（不定期）

東京アナウンス室時代（2008年度 - 2011年度）
- NHKニュースおはよう日本
  - 平日4時台キャスター　代理（2007年8月）
  - 平日6時台ニュースリーダー（2008年度）
- NHKニュース 平日午前10時担当（2008年度）
- 経済ワイド ビジョンe リポーター（2009年度）
- Bizスポワイド リポーター（2010年度）
- 100分de名著 ドラッカー「マネジメント」（語り・2011年6月）
- NHK BSニュース （2011年度前半）

松山放送局時代（2012年度-2015年6月）
- 伊予路てくてく
- えひめ845（随時担当）
- いよ×イチ（キャスター：2012年4月2日 - 2014年3月28日）
- 四国羅針盤（2014年度）
- 愛媛県・四国地方のニュース

佐賀放送局時代（2015年6月-2019年6月）
- ニュースただいま佐賀（編集責任者・ただいまライフカルチャー担当、キャスター代行など）
- 佐賀県のニュース
- ニュースおかえり佐賀845（不定期）
- ひるまえ情報便（編集責任者）
- 佐賀放送局制作番組の編集責任者
- 放送部副部長

富山放送局時代（2019年6月-2023年6月）
- ラジオ富山人（編集責任者、パーソナリティー）
- 富山県のニュース
- ニュース富山人 - エコ男爵（みんなでちょいエコ宣言！）[1]、編集責任者
- ニュースとやま845（不定期）
- ニュースとやま645（不定期）
- おはよう富山（不定期）
- さらさらサラダ〜富山〜（編集責任者）
- 放送部副部長（2020年8月-2023年3月）→コンテンツセンターアナウンスグループ統括（2023年4月-6月）
- 富山放送局制作番組の編集責任者
- 緊急報道（富山放送局発）